# 索基利尼基 (茲納緬卡區)
48°39′40″N 32°38′37″E / 48.66111°N 32.64361°E
索基利尼基（烏克蘭語：Сокільники），是烏克蘭中部的村莊，隸屬基洛夫格勒州的克羅皮夫尼茨基區。該村面積0.56平方公里，海拔高度172米，2001年人口4，人口密度每平方公里77.5人。